# Uraeotyphlus gansi
Uraeotyphlus gansi е вид земноводно от семейство Ichthyophiidae.

## Разпространение
Видът е разпространен в Индия.